# Влияние и восприятие философии Фридриха Ницше

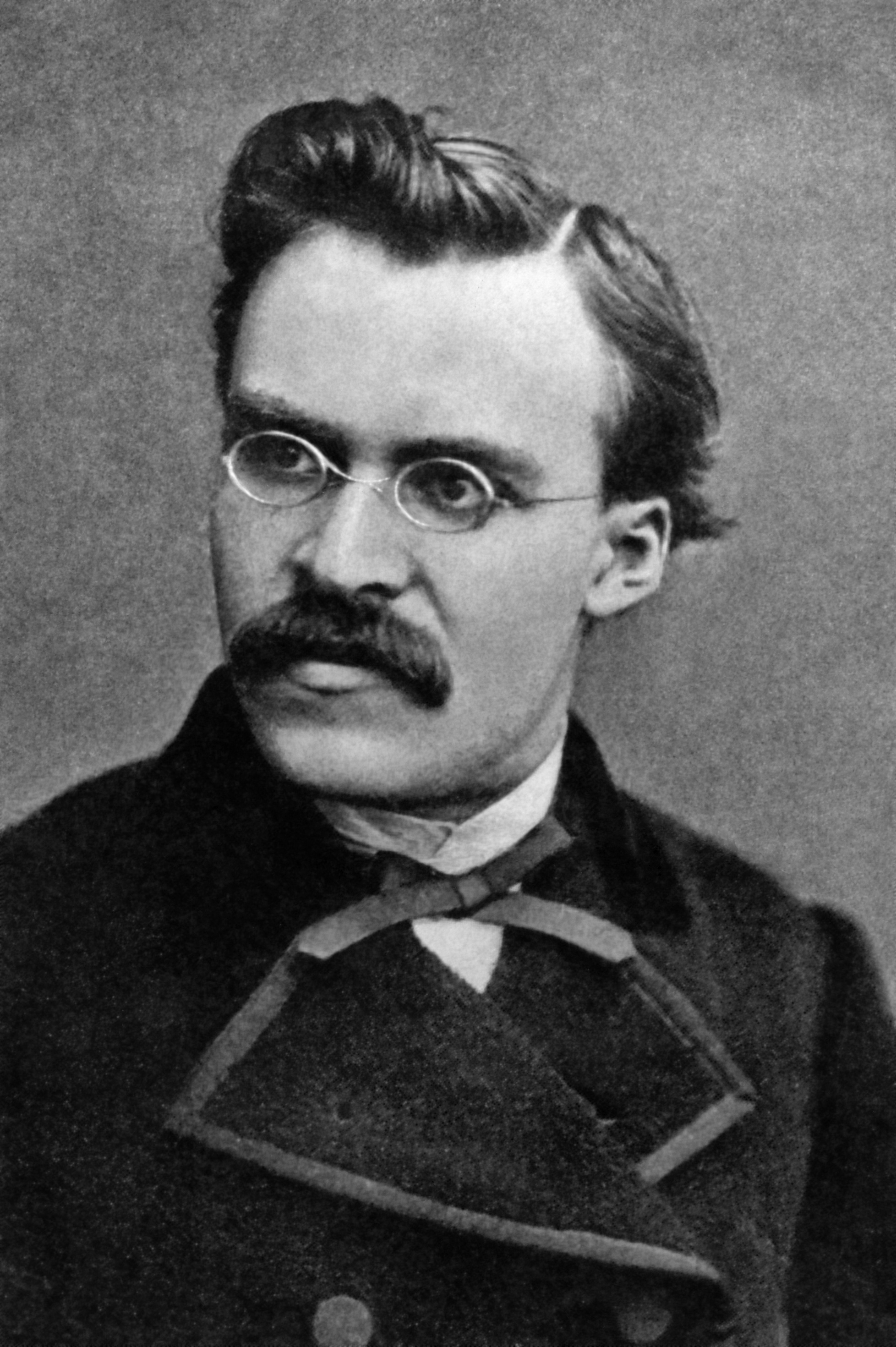
Портрет Фридриха Ницше

Влияние и восприятие философии Фридриха Ницше широко варьировались, и их можно условно разделить на различные хронологические периоды. Реакция была далеко не единообразной, и сторонники различных идеологий довольно рано попытались присвоить его работу.

## Обзор
Начиная с того времени, когда Ницше был ещё жив, хотя и был недееспособен из-за психического заболевания, многие немцы открыли для себя его призывы к большему героическому индивидуализму и развитию личности в «Так говорил Заратустра», но ответили на эти призывы по-разному. В 1890-х у него были сторонники среди немецких левых. Анархическое влияние Ницше было особенно сильным во Франции и США.
К началу Первой мировой войны немецкие солдаты даже получали в подарок экземпляры «Так говорил Заратустра». Дело Дрейфуса является ещё одним примером его восприятия: французские антисемитские правые заклеймили еврейских и левых интеллектуалов, защищавших Альфреда Дрейфуса, «ницшеанцами». Такое, казалось бы, парадоксальное принятие диаметрально противоположными лагерями типично для истории восприятия мысли Ницше. В контексте подъёма французского фашизма один исследователь отмечает: "Хотя, как подчеркивается во многих недавних работах, Ницше оказал важное влияние на «левую» французскую идеологию и теорию, это не должно заслонять тот факт, что его работа также имела решающее значение для правых и ни правых, ни левых слияний развивающегося французского фашизма.
В самом деле, как предложил Эрнст Нольте, моррасианская идеология «аристократического восстания против эгалитарно-утопической трансцендентности» (трансценденция — это термин Нольте для обозначения онтологического отсутствия теодического центра, оправдывающего современную «культуру эмансипации») и взаимосвязь между идеологией Ницше и протофашизмом предлагают обширное пространство для критики, а атмосфера Ницше, пронизывающая французское идеологическое брожение экстремизма во время рождения формального фашизма, неизбежна.
Многие политические лидеры 20 века были, по крайней мере, поверхностно знакомы с идеями Ницше. Однако не всегда можно определить, действительно ли они читали его работы. По поводу Гитлера, например, идет спор. Некоторые авторы утверждают, что он, вероятно, никогда не читал Ницше, а если и читал, то читал мало. Гитлер, скорее всего, познакомился с цитатами Ницше во время своего пребывания в Вене, когда цитаты Ницше часто публиковались в пангерманских газетах. Тем не менее, другие указывают на цитату из «Застольной беседы Гитлера», где диктатор упоминал Ницше, когда говорил о тех, кого он называл «великими людьми», как указание на то, что Гитлер, возможно, был знаком с работами Ницше. Другие авторы, такие как Мелендес (Melendez, 2001), указывают на параллели между титаническим анти-эгалитаризмом Гитлера и Ницше и идеей «сверхчеловека», термином, который часто использовался Гитлером и Муссолини для обозначения так называемой «арийской расы», или, скорее, её прогнозируемого будущего после фашистской инженерии. Альфред Розенберг, влиятельный нацистский идеолог, также выступил с речью, в которой сравнил национал-социализм с идеологией Ницше. Вообще говоря, несмотря на враждебное отношение Ницше к антисемитизму и национализму, нацисты очень избирательно использовали философию Ницше, и в конечном счете эта ассоциация привела к тому, что репутация Ницше пострадала после Второй мировой войны.
С другой стороны, известно, что Муссолини рано услышал лекции о Ницше, Вильфредо Парето и других в идеологическом формировании фашизма. Подруга Муссолини, Маргерита Сарфатти, еврейка, рассказывает, что Ницше фактически был трансформирующим фактором в «переходе» Муссолини от жесткого социализма к спиритуалистическому, аскетическому фашизму: «В 1908 году он представил свою концепцию роли сверхчеловека в современном обществе в сочинении о Ницше под названием „Философия силы“».
Влияние Ницше на континентальную философию резко возросло после Второй мировой войны.